# Порфіра (водорость)
Порфі́ра (Porphira) — рід червоних водоростей (Rhodophyta). Ростуть у холодній воді океану в припливній зоні.

## Опис
Зазвичай це досить великі рослини, слані яких можуть досягати в довжину одного метра, іноді більше. Має тонкі, неправильної форми атласні червоні, пурпурні або коричневі слань з цільними або з рваними краями. Слань гаметофіту являє собою одно- або двошарову пластину, що звужується в нижній частині у стеблинку, що закінчується підошвою із ризоїдами. Основна її функція — прикріплення талома до дна. Талом порфірових у більшості випадків має рожево-червоне забарвлення. Зустрічаються голубуваті або бурі. Червоний колір рослини пояснюється набором пігментів, що міститься у хлоропластах, та накопиченням багрянкового крохмалю, що червоніє при реакції з йодом, якого багато у морській воді.

## Життєвий цикл та розмноження
Розмножуються порфірові статевим і вегетативним шляхом. У процесі розподілу вегетативних клітин у великій кількості утворюються спермації. Злиття спермаціїв призводить до формування спор. Нові рослини проростають із спор.

## Поширення та середовище існування
Зустрічається у холодних водах Атлантичного і Тихого океанів.

## Практичне значення
У Східній Азії використовуються в їжу. В Японії відомі під назвою «норі», у Кореї — «джім». Їх спеціально вирощують для потреб харчової промисловості. Переважно у сушене листя водоростей загортають рис, що додає йому смаку. Сушені водорості також додають у супи. Пофірові мають багатий набір вітамінів і мікроелементів, зокрема вітаміни B та C. Відома під назвою «водяний хліб». У Європі водорості заготовляють для корму тварин.

## Систематика
Нараховується близько 70 видів (за іншими даними 25), у тому числі:
- Porphyra cinnamomea
- Porphyra dioica
- Porphyra linearis Grev.
- Porphyra lucasii
- Porphyra mumfordii
- Porphyra purpurea (Roth)
- Porphyra umbilicalis (L.) J.Agardh.[6]